# Anders Pålsson
Pour les articles homonymes, voir Pálsson.
Anders Pålsson (né le 10 novembre 1917 en Suède et mort le 4 avril 1999) est un joueur de football suédois.
Il est surtout connu pour avoir terminé meilleur buteur du championnat de Suède lors de la saison 1940 avec 17 buts.